# Niedary (województwo małopolskie)
Niedary – wieś w Polsce położona w województwie małopolskim, w powiecie bocheńskim, w gminie Drwinia.
W latach 1975–1998 miejscowość położona była w województwie krakowskim. Integralna część miejscowości: Podlesie.

## Cmentarz wojskowy
Cmentarz z okresu I wojny światowej numer 320, projektant Franz Stark. Obecny stan cmentarza zły, cały na prywatnej posesji. Pochowanych jest 69 żołnierzy rosyjskich. Wśród znanych pochowanych: Stefan Pasieczuk, Jakobów, Kumacko.